# Wagnon

Wagnon este o comună în departamentul Ardennes din nordul Franței. În 1 ianuarie 2022 avea o populație de 108 de locuitori.